# Cascade de la Lauch
La cascade de la Lauch est une chute d'eau du massif des Vosges située sur la limite des communes de Lautenbachzell et Linthal dans le Haut-Rhin.

## Géographie

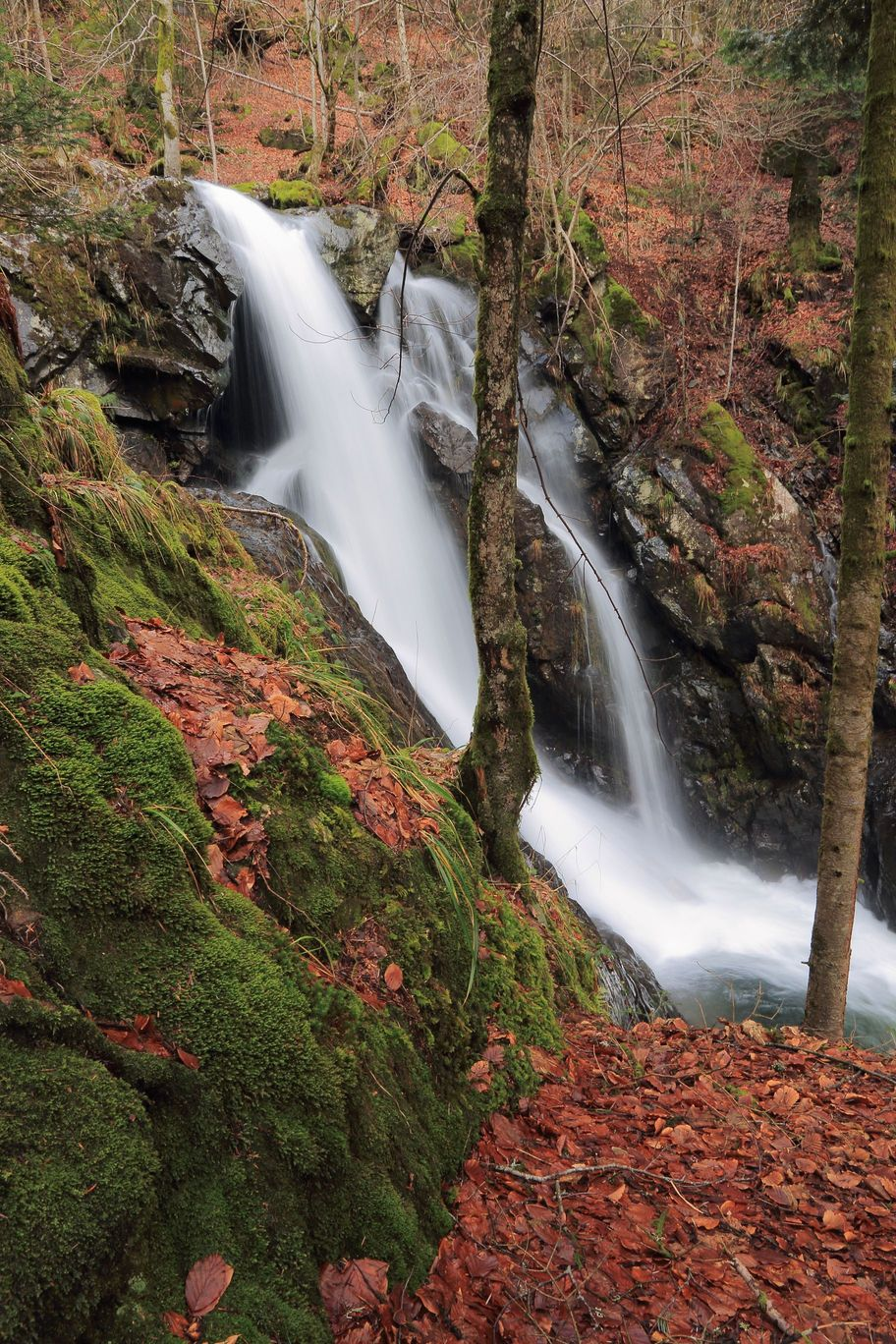
Cascades en-dessous du barrage
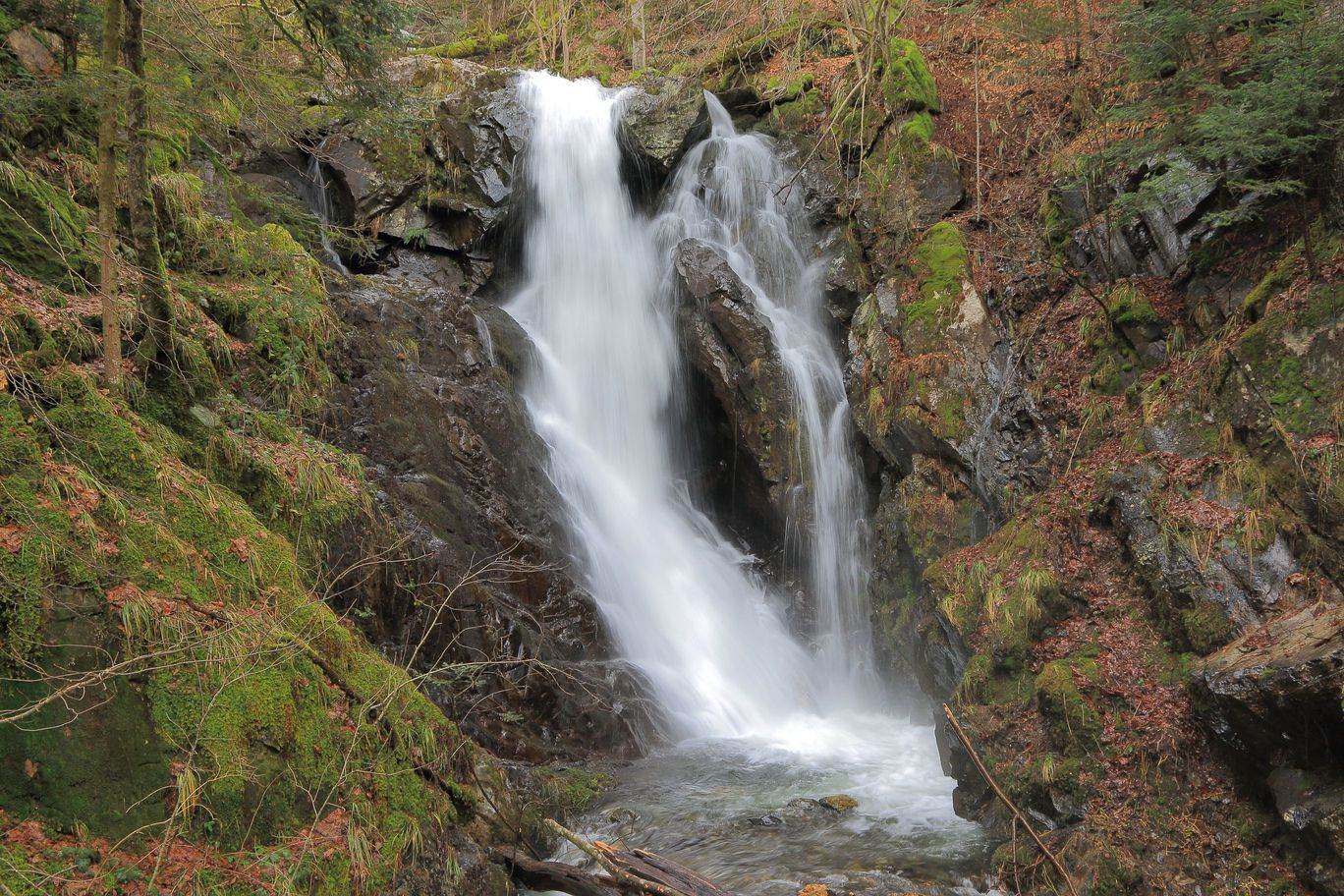
Vue depuis le chemin forestier
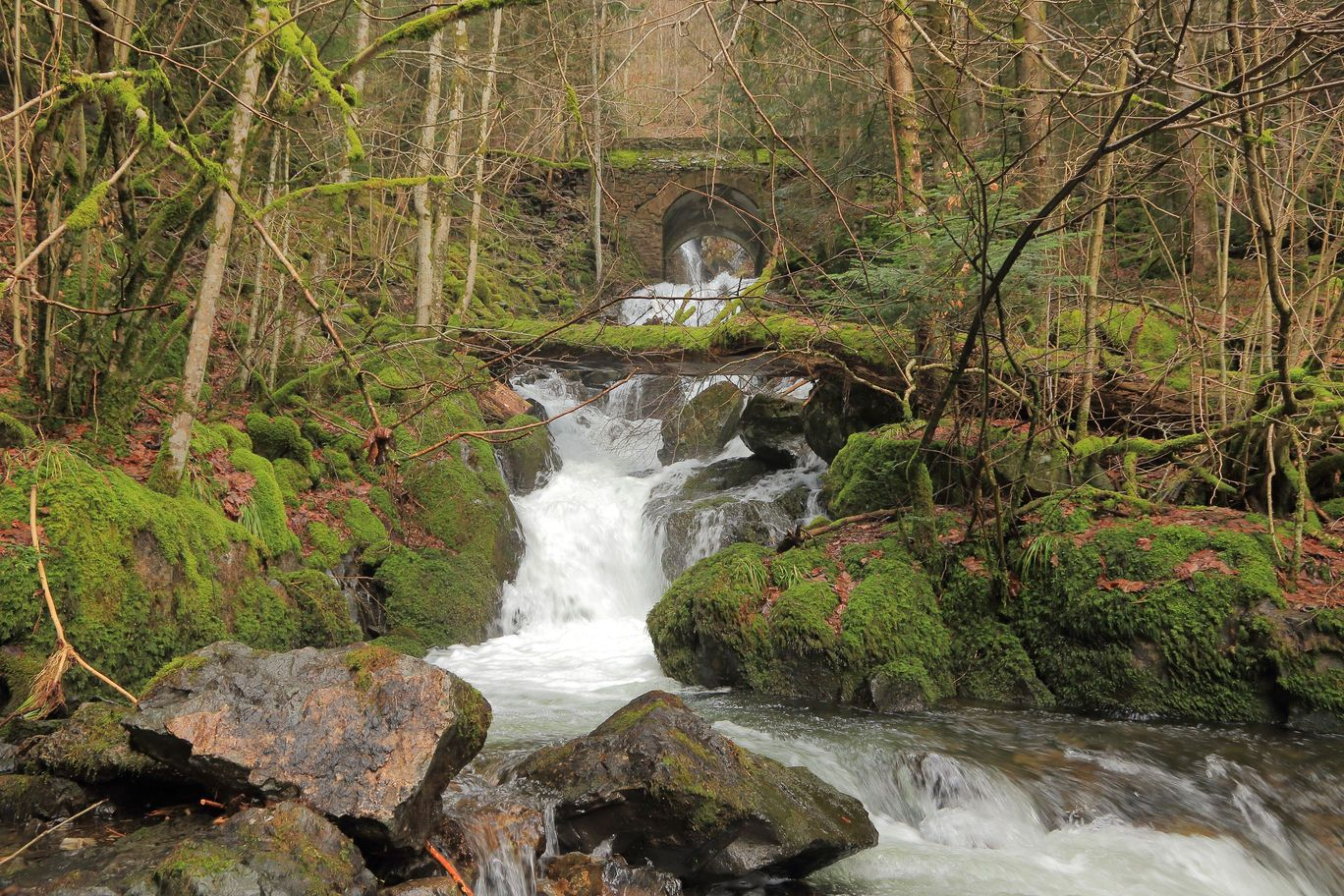
Vue en contrebas du chemin forestier
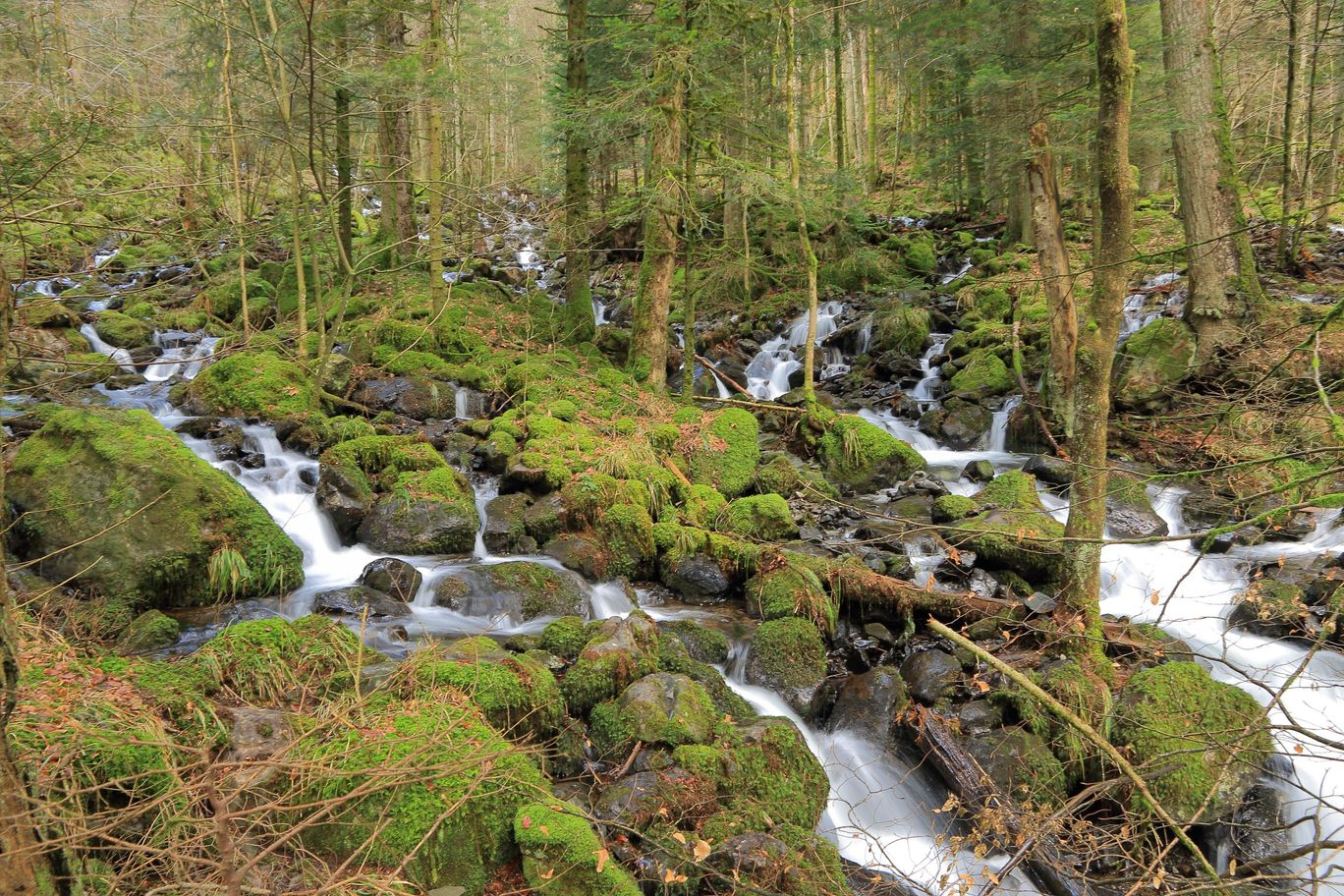
Une multitude de ruisseaux se rassemblent
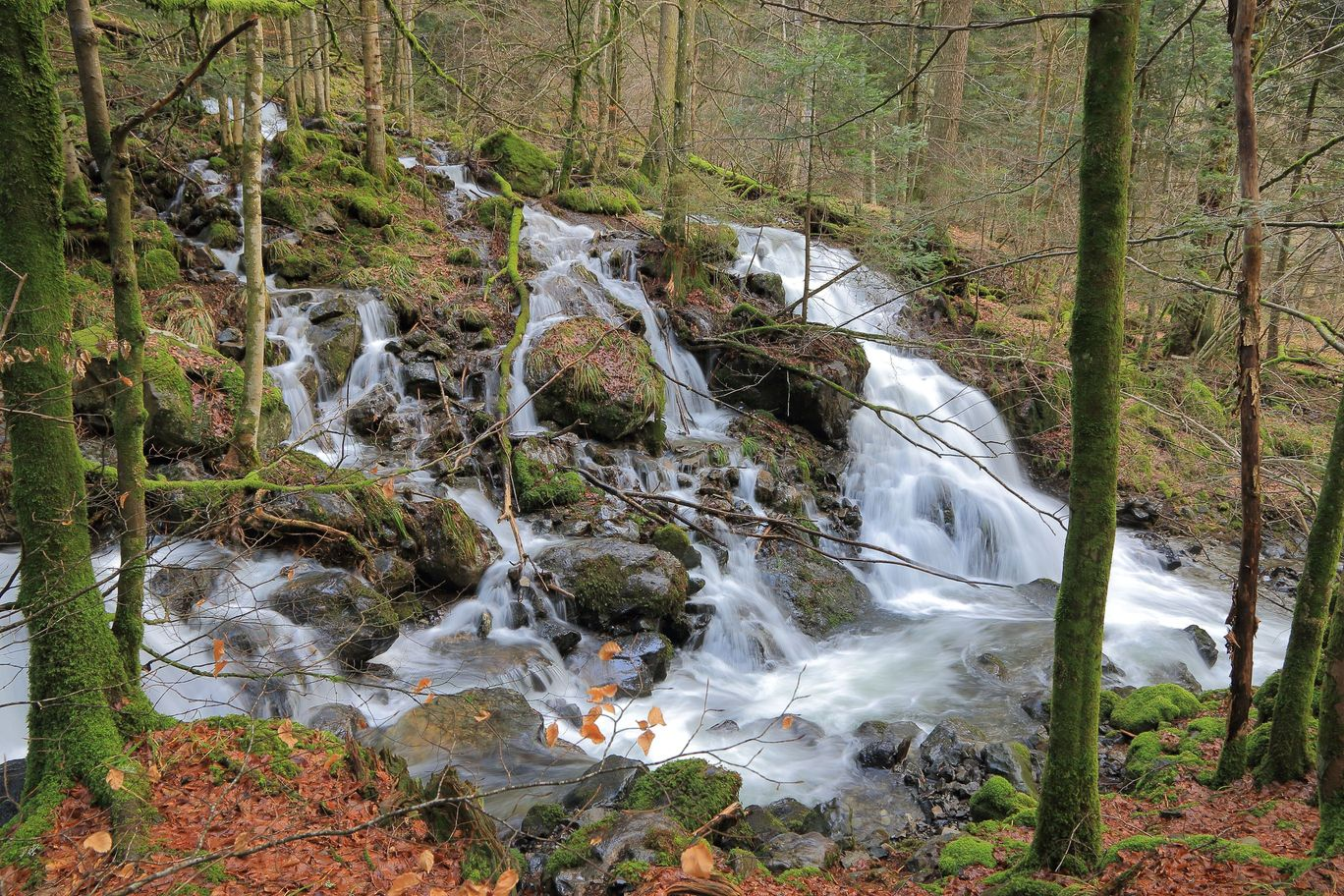
Cascades du bas

### Articles connexes

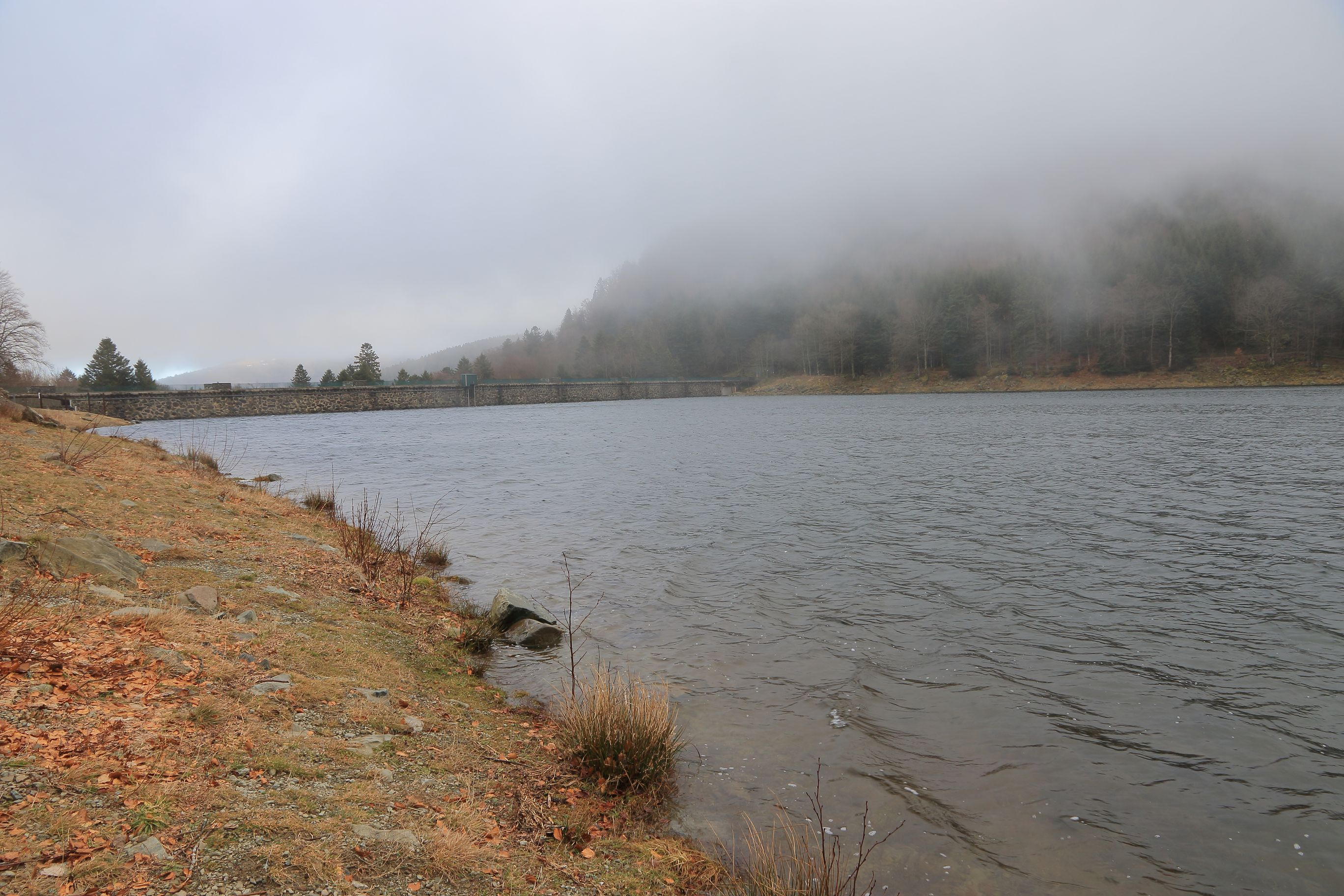
C'est à partir du lac de la Lauch que naissent les cascades du même nom.